# رنشيت مذهب
رِنْشِيت مُذَهَّب أو سوسة المشمش الذهبية (الاسم العلمي: Rhynchites auratus)، هي حشرة من جنس رنشيت في الفصيلة السوسينات.